# 勳爵
勳爵是一種對英語裏有爵位的貴族的泛稱，也是對此類男性貴族的稱呼，和對某些封爵的兒子，及一些擁有相應身份但沒有爵位的人士的尊稱。此外也可用來翻譯其他語言中的相應稱呼。涵義類似中文的“爵爺”。

## 英國勳爵

### 貴族
英國的貴族爵位共有五等，依次為公爵（Duke）、侯爵（Marquess）、伯爵（Earl）、子爵（Viscount）和男爵（Baron）。除了公爵，所有擁有爵位的男性貴族在普通場合可稱為「○勳爵」（英文則是「Lord X」）。一般侯爵、伯爵、子爵和男爵稱為「（封號）勳爵」（英文則是「Lord (封號)」），例如：前英國首相罗伯特·詹金逊，第二代利物浦伯爵（Robert Jenkinson, 2nd Earl of Liverpool），就會普遍稱為「利物浦勳爵」（Lord Liverpool）另一例子是前英國外相理查·愛德華·傑弗里·賀維，亞伯拉昂的賀維男爵（Richard Edward Geoffrey Howe, Baron Howe of Aberavon），他的常用頭銜是「亞伯拉昂的賀維勳爵」（Lord Howe of Aberavon）或直稱「賀維勳爵」（Lord Howe）。其中，尤其是男爵的爵位在一般情況下僅指稱身分，不做為稱呼，因此一般稱呼男爵時，都應代替上「勳爵」一詞（如：衛奕信勳爵，而非衛奕信男爵）。只有在冊封和議會宣誓就職時才會直呼其為男爵的。蘇格蘭的男爵頭銜（Lord of Parliament）直譯為「入議會的勛爵」，一般也稱呼為「勳爵」。
英國國會的上議院正式名稱為“貴族院”（House of Peers），但因爲其成員都是“勛爵”，因此通稱為“勛爵院”（House of Lords），其英文簡稱即「the Lords」。21世紀以前，所有英格蘭“勛爵”都會自動成為上議院議員（蘇格蘭和愛爾蘭貴族則有名額限制）。《1999年上議院法令》取消了世襲貴族自動入議會的特權。
除了擁有爵位的貴族，「勳爵」也是某些貴族的兒子的禮節性虛銜和尊稱（雖然此人本人按照英國法律是平民身份）：公爵和侯爵除長子之外的其他兒子均可尊稱為「（姓）（名）勳爵」（英文則是「Lord （名） （姓）」）。（按照習慣，公爵和侯爵的長子一般則以父親其中一個附屬爵位作為禮節性頭銜，例如西敏公爵的其他附屬爵位包括西敏侯爵、格羅夫納伯爵等。其長子按照習慣以「格羅夫納伯爵」作為禮節性頭銜。）

### 法官
21世紀英國憲政改革之前，最高司法機關是國會上議院。上議院的司法權由上議院司法委員會執行。司法委員會在近代一般由專任的常任上訴法官（Lords of Appeal in Ordinary）組成。作爲上議院成員，獲任命為常任上訴法官的法官如果之前不是世襲或終身貴族，會在任命時加終身男爵銜。因此，過去的英國最高法官都是貴族，俗稱為“法官爵爺“或“法官勳爵”（Law Lords）。
21世紀憲政改革之後，英國最高司法機關改爲獨立的英國最高法院。時任“法官爵爺”們都自動轉爲最高法院法官，但是新任的最高法院法官不再加封貴族爵位。爲了避免律師和公衆困惑，政府宣佈任何沒有貴族頭銜的最高法院法官都尊為“勳爵”虛銜，具體頭銜在法官任命時宣佈。因此，所有最高法院法官都按照勳爵稱呼，在法庭上稱呼為“My Lord”（“爵爺”，中文一般譯作“大人”）或“Your Lordship”（中文一般譯作“閣下”）。
此外，最高法院以下的民事上訴庭法官也用相應的稱呼（“My Lord”或“Your Lordship”），但沒有勳爵頭銜。即：
- 英格蘭及威爾斯上訴法院（Court of Appeal of England and Wales）的上訴庭法官大人（Lords Justices of Appeal）
- 蘇格蘭高等民事法院（Court of Session）法官大人（Lords of Council and Session）

## 其他相關用法

### 「Lord」辭源
「Lord」一字早見於古英語hlaf-weard（loaf-guardian，即麵包看守者），反映古時日耳曼部落的領導人把食物分配予追隨者的習俗。至於女性的同等稱謂「Lady」，則可能源自「loaf-kneader」（揉麵包者）。遲至13世紀，出現了 laverd 和 loverd 字，這就是「Lord」的雛形。

### 蘇格蘭領主
蘇格蘭的「領主」（Laird）頭銜相當於英文的「Lord」，但地位和受尊敬的程度似有不及，中文裏也一般不會譯作“勳爵”。

### 官銜
英國一些昔時重要或名譽職位也會在官職名稱加上「Lord」，一般譯為“大人”，但這些官職不是爵位或貴族頭銜。這些官銜包括：
- Lord Chamberlain（宮務大臣）
- Lord Chancellor（大法官）
- Lord Chief Justice of England and Wales（英格蘭及威爾斯首席法官）
- Lord Great Chamberlain（掌禮大臣）
- Lord High Admiral（海軍大臣）
- Lord High Constable（宮廷長官）
- Lord High Treasurer（庫務大臣）
- Lord President of the Council（樞密院議長）
- Lord Privy Seal（掌璽大臣）
- Lord Rector（名譽校長）
- Lord Warden of the Cinque Ports （页面存档备份，存于）（五港總督）
- Lord Warden of the Marches （页面存档备份，存于）
- Lord Warden of the Stannaries （页面存档备份，存于）
- Lord Mayor （市長大人：地位較高的市的首長）

### 虛銜與慣例
另一英國頭銜，莊園領主（Lord of the manor），除了與貴族爵位無關，在議會亦無權利，該頭銜的作用只為指出頭銜持有人是莊園或領地的擁有人，並在地方享有某些特權而已；而該頭銜亦與社會地位無關。至於在大不列顛島和英聯邦的羅馬天主教主教，一般慣常敬稱「My Lord （Bishop）」，其中以教區主教和輔理主教更為常用，但這慣例不適用於總主教和樞機。

### 宗教用語
在宗教層面，亞伯拉罕諸教（猶太教、基督教、伊斯蘭教）皆以「The Lord」（「L」必須為大寫，並加上冠詞）來稱呼上帝，翻譯為「主」。
英文「The Lord」（即希伯來語的Adonai、希臘語Kyrios的和拉丁語的Dominus），都是耶和華的稱號，而耶和華則同時被基督教與猶太教奉為上帝。而基督教更會以「Our Lord」或「The Lord」來稱呼耶穌。

### 封建制度用語
在封建制度，「Lord」（即法語的seigneur）是擁有貴族地位的人，他們除了獲封一定面積的領地，又擁有農奴，而農奴更要向貴族宣誓效忠。這類貴族多屬於世襲性質，並理論上擁戴君主。
在今天的英語，「lord」一字仍殘留有封建時代的含義，而概括地說，兩者都是指一些地位較高的人。例如，我們會叫地主或房東為「landlord」，便可見一斑。

## 延伸阅读
[在维基数据编辑]
 《欽定古今圖書集成·明倫彙編·官常典·勳爵部》，出自陈梦雷《古今圖書集成》

## 請參見
- 語源學
- 公爵
- 伯爵
- 爵士
- 英國榮譽制度

## 外部連結
- 語源學 （页面存档备份，存于）